# Surendranath Dasgupta

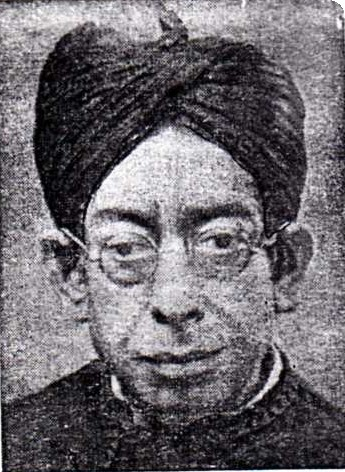
Surendranath Dasgupta

Surendranath Dasgupta (* Oktober 1885 in Kushtia, Bengalen, Britisch-Indien; † 18. Dezember 1952 in Lucknow, Indien) war ein Sanskritgelehrter und Philosoph.